# Światowy Indeks Dobroczynności
Światowy Indeks Dobroczynności (ang. World Giving Index, WGI) to publikowany corocznie raport przez Charities Aid Foundation, będącą fundacją wspierającą działalność charytatywną na świecie. Raport wykorzystuje dane zebrane przez Instytut Gallupa i ma na celu dostarczenie oraz podsumowanie informacji na temat działalności filantropijnej na świecie. Pierwszy raport Światowego Indeksu Dobroczynności powstał we wrześniu 2010 roku. 

## Metodologia badań
Indeks ma formę rankingu obejmującego ponad 140 krajów, które reprezentują około 95% populacji świata (tj. 7,2 miliardów ludzi). W większości państw dane opierają się na ankietach przeprowadzonych z 1000 osobami, stanowiącymi losową reprezentację całej populacji i powierzchni kraju. Ankietowani są cywilami w wieku powyżej 15 lat, nie przebywającymi w momencie badania w więzieniu, ani domu opieki. W większych krajach, takich jak Chiny lub Rosja, przeprowadza się nie mniej niż 2000 ankiet. W niewielu małych krajach liczba ta wynosi od 500 do 1000. Badania nie są przeprowadzane w miejscach, gdzie bezpieczeństwo ankietujących byłoby zagrożone; na słabo zaludnionych wyspach oraz w miejscach do których można dotrzeć jedynie pieszo, wierzchem lub małą łodzią. Badania prowadzone są w zależności od stanu sieci telefonicznej w danym kraju, osobiście lub przez telefon. Wyniki badań, jak każda analiza statystyczna dotyczące populacji, są obarczone błędem z próby. Instytut Gallupa określa dla przedstawionych wyników poziom ufności 95% (odsetek uzyskanych danych, które należy uznać za reprezentatywne dla całej populacji). 
Ankieta składa się z trzech pytań o aktywność charytatywną podjętą przez badanych w przeciągu miesiąca:
- Czy pomógł Pan obcej osobie, która potrzebowała pomocy?
- Czy wpłacił Pan pieniądze na działalność charytatywną?
- Czy poświęcił Pan swój czas organizacji charytatywnej?

## Ranking Światowego Indeksu Dobroczynności
| Państwo                       | Ranking 2016 |
| ----------------------------- | ------------ |
| Polska                        | 105          |
| Afganistan                    | 89           |
| Albania                       | 95           |
| Argentyna                     | 83           |
| Armenia                       | 122          |
| Australia                     | 6            |
| Austria                       | 26           |
| Azerbejdżan                   | 126          |
| Bangladesz                    | 129          |
| Belgia                        | 56           |
| Benin                         | 113          |
| Białoruś                      | 117          |
| Boliwia                       | 70           |
| Bośnia i Hercegowina          | 59           |
| Botswana                      | 93           |
| Brazylia                      | 75           |
| Bułgaria                      | 127          |
| Burkina Faso                  | 86           |
| Kambodża                      | 134          |
| Kamerun                       | 68           |
| Kanada                        | 7            |
| Republika Środkowoafrykańska  | 103          |
| Czad                          | 99           |
| Chile                         | 49           |
| Chiny                         | 138          |
| Kolumbia                      | 61           |
| Kongo                         | 77           |
| Kostaryka                     | 43           |
| Wybrzeże Kości Słoniowej      | 91           |
| Chorwacja                     | 121          |
| Cypr                          | 45           |
| Czechy                        | 128          |
| Demokratyczna Republika Konga | 125          |
| Dania                         | 21           |
| Dominikana                    | 32           |
| Ekwador                       | 53           |
| Egipt                         | 108          |
| Salwador                      | 94           |
| Estonia                       | 100          |
| Etiopia                       | 107          |
| Finlandia                     | 37           |
| Francja                       | 67           |
| Gabon                         | 96           |
| Gruzja                        | 135          |
| Niemcy                        | 19           |
| Ghana                         | 23           |
| Grecja                        | 114          |
| Gwatemala                     | 41           |
| Gwinea                        | 98           |
| Haiti                         | 55           |
| Honduras                      | 40           |
| Hongkong                      | 25           |
| Węgry                         | 119          |
| Islandia                      | 15           |
| Indie                         | 81           |
| Indonezja                     | 2            |
| Iran                          | 17           |
| Irak                          | 39           |
| Irlandia                      | 8            |
| Izrael                        | 35           |
| Włochy                        | 84           |
| Japonia                       | 111          |
| Jordania                      | 74           |
| Kazachstan                    | 87           |
| Kenia                         | 3            |
| Kosowo                        | 65           |
| Kuwejt                        | 31           |
| Kirgistan                     | 85           |
| Łotwa                         | 131          |
| Liban                         | 76           |
| Lesotho                       | 66           |
| Liberia                       | 14           |
| Libia                         | 42           |
| Litwa                         | 137          |
| Luksemburg                    | 44           |
| Madagaskar                    | 133          |
| Malawi                        | 36           |
| Mali                          | 112          |
| Malta                         | 13           |
| Mauretania                    | 130          |
| Mauritius                     | 27           |
| Meksyk                        | 106          |
| Mongolia                      | 29           |
| Czarnogóra                    | 110          |
| Maroko                        | 136          |
| Mjanma                        | 1            |
| Nepal                         | 51           |
| Holandia                      | 10           |
| Nowa Zelandia                 | 4            |
| Nikaragua                     | 82           |
| Niger                         | 118          |
| Nigeria                       | 28           |
| Cypr Północny                 | 46           |
| Norwegia                      | 20           |
| Pakistan                      | 78           |
| Panama                        | 57           |
| Paragwaj                      | 120          |
| Peru                          | 88           |
| Filipiny                      | 54           |
| Portugalia                    | 104          |
| Korea Południowa              | 62           |
| Mołdawia                      | 97           |
| Rumunia                       | 80           |
| Rosja                         | 124          |
| Rwanda                        | 101          |
| Arabia Saudyjska              | 48           |
| Senegal                       | 79           |
| Serbia                        | 132          |
| Sierra Leone                  | 12           |
| Singapur                      | 30           |
| Słowacja                      | 102          |
| Słowenia                      | 58           |
| Somalia                       | 47           |
| Południowa Afryka             | 24           |
| Sudan Południowy              | 73           |
| Hiszpania                     | 71           |
| Palestyna                     | 123          |
| Szwecja                       | 34           |
| Szwajcaria                    | 33           |
| Tajwan                        | 52           |
| Tadżykistan                   | 50           |
| Tajlandia                     | 16           |
| Macedonia                     | 64           |
| Togo                          | 109          |
| Tunezja                       | 92           |
| Turkmenistan                  | 69           |
| Uganda                        | 22           |
| Ukraina                       | 90           |
| Zjednoczone Emiraty Arabskie  | 9            |
| Wielka Brytania               | 11           |
| Tanzania                      | 63           |
| Stany Zjednoczone             | 5            |
| Urugwaj                       | 60           |
| Uzbekistan                    | 38           |
| Wenezuela                     | 115          |
| Wietnam                       | 116          |
| Jemen                         | 139          |
| Zambia                        | 18           |
| Zimbabwe                      | 72           |

## Polska
Polska w ostatnich latach osiągała wyniki powyżej mediany (2016 - 109, 2015 - 78, 2014 - 115, 2013 - 84). Dane szczegółowe wskazują, że najważniejszą składową wartości indeksu w Polsce jest przekazywanie datków na cele charytatywne, następnie poświęcanie swojego czasu na aktywność społeczną, a w najmniejszym stopniu pomoc obcym osobom. Badania przeprowadzone w kraju wskazują, że połowa osób, które przekazują datki na cele charytatywne robi to raz do roku, wspierając Wielką Orkiestrę Świątecznej Pomocy. Wniosek z powyższych danych jest prosty – bez WOŚP filantropów w Polsce byłoby dwa razy mniej.